# Amanda Aizpuriete
Amanda Aizpuriete (* 28. März 1956 in Jūrmala, Lettische SSR, heute Republik Lettland; † 21. Oktober 2023 ebenda) war eine lettische Lyrikerin und Übersetzerin.

## Leben und Werk
Aizpuriete studierte von 1974 bis 1977 Philologie und von 1977 bis 1979 Philosophie in Riga und Moskau. 1980–1984 verbrachte sie am Maxim-Gorki-Literaturinstitut. Erste Gedichte veröffentlichte sie 1976 in der Literaturzeitschrift „Literatūra un Māksla“. Auf Deutsch sind drei Gedichtbände bei Rowohlt erschienen: Die Untiefen des Verrats (1993), Lass mir das Meer (1996) und Babylonischer Kiez (2000). Sie veröffentlichte außerdem Übersetzungen und Nachdichtungen aus dem Russischen, Deutschen, Englischen, Litauischen und Ukrainischen; unter anderem übersetzte sie Franz Kafka ins Lettische.
Michael Fisch beschrieb Aizpuriete als pessimistische Intellektuelle. Sie sei voller Trauer über die niedergehende lettische Kultur. Ihre Gedichte seien „nicht sehr lang, in der Regel ohne Titel und ähneln sich in ihrem melodischen Aufbau gleich lyrischen Tagebuchblättern.“
Amanda Aizpuriete hatte vier Kinder und lebte in ihrer Geburtsstadt Kauguri (Jūrmala). Sie starb am 21. Oktober 2023 im Alter von 67 Jahren in Dubulti.

## Auszeichnungen
Aizpuriete erhielt 1999 den Förderpreis zum Horst-Bienek-Preis für Lyrik, den die Bayerische Akademie der Schönen Künste verleiht. 2013 erhielt sie den Ojārs-Vācietis-Literaturpreis.

## Weitere Werke in deutscher Übersetzung (Auswahl)
- Kur Dieviņi tu paliksi. Wo Gott wirst du bleiben dann? Lettische Volkspoesie. Ausgewählt von Amanda Aizpuriete. Nachgedichtet von Manfred Peter Hein anhand der Übersetzung von Horst Bernhardt, 2011, Queich-Verlag, ISBN 978-3-939207-01-6.